# Парксайд
Парксайд (на английски: Parkside, „паркова страна“) е квартал в град-окръг Сан Франциско, щата Калифорния, САЩ.